# جی گانگ
جی گانگ (انگلیسی: Ji Gang؛ زادهٔ ۱ ژانویهٔ ۱۹۶۹) تیرانداز اهل چین بود. وی در بازی‌های المپیک تابستانی ۱۹۸۸ حضور داشته‌است.